# André Pellenz
André Pellenz é um diretor e autor de cinema e televisão. Dirigiu o longa-metragem Minha Mãe é uma Peça, maior bilheteria do cinema brasileiro em 2013, e D. P. A. - O Filme, segunda maior bilheteria nacional em 2017.
Em TV, é criador e showrunner da série Prata da Casa, na Fox, finalista do Prêmio Fénix, co-autor e diretor-geral da série dramática Natália, na NBC/Universal Channel, e diretor-geral das séries 220 Volts (4 temporadas) e Detetives do Prédio Azul (8 temporadas), ambas na Globosat. Também dirigiu Festa da Firma (lançado como "Tudo Acaba em Festa") e Os Espetaculares, com lançamento previsto para final de 2019.
Formado em cinema pela UFF e pós-graduado em direção de atores no AFI — American Film Institute, em Los Angeles, também dirigiu premiados comerciais em produtoras como O2 Filmes, Jodaf e Movi&art.